# Härkmeriån
Härkmeriån är ett vattendrag i Österbotten i Finland. Det har sina källor vid orten Ömossa, via biflöden avvattnar den Lilla Sandjärv. Mynningen ligger vid byn Härkmeri i sjön Härkmerifjärden.